# 英东游泳馆
39°59′10″N 116°24′08″E / 39.9860224°N 116.4022367°E
英東游泳館是位於北京的公眾游泳館。為香港商人霍英東於北京成功申辦1990年亞運會時捐资1億港元於亞運村興建，是當時亞洲最大的游泳館。除了作为1990年亚运会的游泳项目主场馆外，英东游泳馆也是2001年世界大學生運動會的游泳專項的比賽場地。在2008年北京奧運中，它也是水球與現代五項中游泳部份的比賽場館。
該館建築面積達43,020平方米，設有4,852個座位。分設標準比賽池、練習池、跳水池及熱身池4個泳池。由於此館歷史已久，加上身為北京奧運會的比賽場館之一，因此北京奧組委在2005年12月開始对游泳館進行改造。

## 服务公众
英东游泳馆在2008年奥运会后对公众开放，运营模式为游泳康体中心，提供休闲、健身、娱乐、餐饮服务。
英东游泳馆票价一览表
| 票卡种类     | 标准票价（元/张） | 票卡说明                                |
| ------------ | ----------------- | --------------------------------------- |
| 年卡（金卡） | 12880             | 每卡可带2名同伴，全年不计次，一年内有效 |
| 年卡（银卡） | 8880              | 每卡可带1名同伴，全年不计次，一年内有效 |
| 个人年卡     | 2880              | 仅限本人使用，需加贴照片，一年内有效    |
| 80次年卡     | 2100              | 一年内有效，不限人次                    |
| 30次年卡     | 880               | 一年内有效                              |
| 10次月卡     | 310               | 仅当月有效                              |
| 单场票       | 50                | 仅限单场次一次有效                      |